# Sarolta Kovács
Sarolta Kovács (Tapolca, 12 de marzo de 1991) es una deportista húngara que compite en pentatlón moderno. Participó en los Juegos Olímpicos de Tokio 2020, obteniendo una medalla de bronce en la prueba femenina.

## Palmarés internacional
| Juegos Olímpicos | Juegos Olímpicos | Juegos Olímpicos  | Juegos Olímpicos |
| Año              | Lugar            | Medalla           | Competición      |
| ---------------- | ---------------- | ----------------- | ---------------- |
| 2020             | Tokio ( Japón)   | Medalla de bronce | Individual       |